# Ashley Campbell (Musikerin)
Ashley Campbell (* 8. Dezember 1986 in Phoenix, Arizona) ist eine amerikanische Country-Sängerin und Songwriterin.

## Musikalische Karriere
Sie ist die Tochter von Glen Campbell und seiner vierten Frau Kimberly Woollen.
Campbell spielte Banjo für ihren Vater während seiner Abschiedstour in den Jahren 2011 und 2012. Sie erschien auch im Video zu Rascal Flatts '2012er Single „Banjo“. Ashley Campbell veröffentlichte 2015 ihre Debütsingle „Remembering“ über Dot Records. Der Song erschien zuvor auf dem Soundtrack des Dokumentarfilms Glen Campbell: I’ll be me von 2015, zu dem sie auch den Titel „Home Again“ beitrug. „Remembering“ handelt von ihrem Vater und seinen Kämpfen mit der Alzheimer-Krankheit. Dieses Projekt gewann einen Grammy und wurde für einen Oscar nominiert. Ashley Campbell veröffentlichte auch ein Musikvideo zu dem Song. Das Lied debütierte auf Platz 56 der Country Airplay-Charts für die Woche bis zum 5. Dezember 2015.

## Persönliches
2016 wurde Campbell als einer der Künstler ausgewählt, die beim Country to Country Festival in Großbritannien auftreten sollten. Sie spielte am Wochenende Gigs auf mehreren Bühnen, einschließlich einer Radio-Session. In einer besonderen Hommage an ihren Vater spielte sie auch auf der Hauptbühne des Festivals 2018. Am 11. Mai 2018 veröffentlichte sie ihr Debütalbum The Lonely One. Campbell hatte ursprünglich angekündigt, dass ihr Album nach der Schließung von Dot auf ihrem eigenen Label Whistle Stop Records veröffentlicht werden soll. The Lonely One wurde von Campbells Bruder Cal produziert und enthält 13 Tracks, die alle von Campbell mitgeschrieben wurden.

## Diskografie

### Studioalben
- 2018: The Lonely One
- 2020: Something Lovely

### Singles
- 2015: Remembering
- 2016: Wichita Lineman

### Musikvideos
| Jahr | Titel       | Regisseur   |
| ---- | ----------- | ----------- |
| 2015 | Remembering | Mason Dixon |
| 2018 | A New Year  |             |